# Bibliographie
Une bibliographie (provenant du grec ancien biblion, « livre », et graphein, « écrire ») est une liste structurée de références de documents écrits. Elle est établie généralement pour signaler un ensemble de sources qui évoquent un sujet donné ou qui ont été utilisées comme supports intellectuels pour écrire sur un sujet donné,,,.
La bibliographie est aussi « la discipline concernant la recherche, le signalement, la description et le classement des textes imprimés ou multigraphiés dans le but de constituer des répertoires de livres destinés à faciliter la recherche intellectuelle ».
Le mot bibliographie désigne donc à la fois un objet, sa mise en œuvre et son étude.
Une bibliographie se différencie d'un inventaire et d'un catalogue, en particulier des catalogues de bibliothèques destinés non pas à identifier des publications mais à les repérer et surtout en localiser des exemplaires dans une ou plusieurs bibliothèques.

## Étude différentielle du sens
On peut distinguer les bibliographies, des listes, des inventaires et des catalogues.
Au reste, le terme l'utilisation du mot pour désigner la liste des ouvrages publiés par un auteur, par capillarité du terme anglais bibliography est parfois considéré comme impropre en français ; une liste des œuvres d'un auteur peut être qualifiée de bibliographie lorsque cette liste est détaillée, donne les différentes éditions d'un même ouvrage, les variations, indique exhaustivement les auteurs de préfaces, d'avant-propos, etc., c'est-à-dire qu'elle vise l’étude de la liste des œuvres d'un auteur.

## Histoire
Disciple d’Aristote, Démétrios de Phalère, fondateur de la fameuse Bibliothèque d'Alexandrie vers 300 av. J.-C., institue deux disciplines, la bibliographie et la muséographie.

« Le médecin grec Galien, en écrivant au IIe siècle le De libris propriis, donne la première expression de l'idée bibliographique qui équivaut à “liste d’œuvres”... Les hommes instruits qui se préoccupent, au XVe siècle, de rassembler les titres de livres nouvellement imprimés suivent d'abord la tradition. Le premier d'entre eux est un abbé du monastère des Bénédictins de Spannheim, en Prusse, Johann Tritheim, dont le Liber de scriptoribus ecclesiasticis paraît à Bâle en 1494. »

Dès la Renaissance, de nombreux répertoires de titres sont publiés, sans toutefois porter le nom de "bibliographies". Ils s'intitulent plutôt bibliotheca, catalogus, index, inventarium, ou repertorium. Le mot n'apparaît qu'au XVIIe siècle, sous la plume de Gabriel Naudé, bibliothécaire de Mazarin et auteur d'une Bibliographia politica. A l'instar de Naudé, les bibliographes de cette époque sont souvent des érudits qui cherchent à rassembler les titres d'ouvrages pertinents pour l'étude d'une discipline donnée. Le mot "bibliographie" ne fait son entrée dans le dictionnaire qu'avec la quatrième édition du Dictionnaire de l'Académie française, en 1762. Il n'y est toutefois défini que comme "science du bibliographe", et le bibliographe n'est défini que comme synonyme de paléographe, à savoir quelqu'un qui déchiffre les anciens manuscrits. Le Dictionnaire de Trévoux, en 1771, est le premier à associer la bibliographie à un catalogue de livres. Le premier traité de bibliographie français est rédigé en 1782 par le libraire parisien Jean-François Née de la Rochelle; il y distingue deux branches de la bibliographie : celle qui s'occupe de description matérielle et typographique, et celle qui se consacre à dresser des listes de livres.
Au moment où les biens du clergé sont nationalisés, pendant la Révolution française, l'Etat entre en possession d'un nombre considérable d'ouvrages issus des bibliothèques ecclésiastiques. Il décide de les indexer et de les cataloguer afin de les répartir dans les nouvelles bibliothèques des Ecoles Centrales. A cette fin, un "Bureau central bibliographique" est institué, qui publie de nombreuses recommandations de catalogage. L'époque est encore à la confusion dans les usages du mot "bibliographie". Il revient au bibliothécaire Gabriel Peignot d'établir la distinction entre bibliologie, ou science du livre comme objet matériel, et bibliographie, ou discipline consistant à faire l'inventaire des ouvrages, que Peignot subdivise pour la première fois en bibliographie générale et bibliographie spécialisée. C'est le sens donné par Peignot à la bibliographie qui s'impose par la suite en France, tandis que la bibliography anglo-saxonne demeure proche de la codicologie et de la bibliologie. L'Ecole nationale des Chartes joue un rôle majeur en France dans l'adoption du sens donné par Gabriel Peignot à la discipline bibliographique. En effet, le professeur Charles Mortet, titulaire de la chaire de bibliographie, rappelle les objectifs de la discipline: signaler les ouvrages et les identifier afin d'informer le public des lecteurs, qu'il soit ou non académique. L'importance du répertoire est soulignée par cette définition, l'objectif idéal étant un répertoire universel de toutes les publications de tous les pays.
A la fin du XIXe siècle, on retrouve plusieurs initiatives développées en France et en Belgique autour de l'idée d'une bibliographie universelle : l'Office international de bibliographie créé en 1895 par Paul Otlet et Henri La Fontaine et le Bureau bibliographique de Paris initié par le général Hippolyte Sebert et ses collègues belges.

## Types
Le contenu et la présentation d'une bibliographie sont adaptés à l'objectif visé par son édition. On distingue ainsi différents types formels de bibliographies.
- Une bibliographie courante paraît à intervalles réguliers et signale les sources nouvelles ou nouvellement repérées. Le développement de l'informatique, et surtout d'internet, a transformé de nombreuses bibliographies courantes en bases de données bibliographiques, cumulatives et mises à jour en permanence.
- Une bibliographie sommaire propose une description réduite des ouvrages concernés, souvent sous la forme appelée « short-title » à l’instar des catalogues publiés par la British Library de Londres au milieu du XIXe siècle.

- Une bibliographie signalétique ne donne que les caractéristiques essentielles, qui permettent d'identifier la source.
- Une bibliographie analytique en donne une description plus étendue, mais qui se veut objective, neutre.
- Une bibliographie critique contient un avis sur les documents signalés.
- Une bibliographie rétrospective décrit des documents publiés dans le passé.
- Une bibliographie primaire rassemble des sources primaires.
- Une bibliographie secondaire signale les sources secondaires, les références publiées sur un sujet donné - les études sur un auteur, par exemplaire.
- Une bibliographie tertiaire est une bibliographie de bibliographies. Elle permet de repérer des bibliographies sur un sujet donné.
- Une bibliographie systématique regroupe des documents liés par une propriété qui n'est pas leur sujet, mais un lieu ou une époque de publication donné.
- Une bibliographie thématique est une bibliographie cernant un domaine précis du savoir.
- Une bibliographie exhaustive vise à signaler tous les documents relevant du domaine qu'elle entend décrire.
- Une bibliographie sélective ne signale qu'une partie des sources relevant du domaine qu'elle entend décrire, sur la base de critères définis.
- Une bibliographie matérielle ne signale pas seulement un document par ses caractéristiques éditoriales (auteur, éditeur, date, ...) mais aussi ses caractéristiques matérielles, avec des intentions et des méthodes qui relèvent de la bibliologie : elle décrit par exemple le papier, la reliure, la typographie, distingue les contrefaçons, ...

### Exemples
- Chaque pays publie en général une bibliographie basée sur les ouvrages qui ont fait l'objet d'un dépôt légal. Une telle bibliographie est donc systématique, exhaustive, primaire et courante et se veut représentative de la production littéraire d'un pays.
- Pierre M. Conlon, Le Siècle des Lumières. Bibliographie chronologique est une vaste bibliographie des livres parus pour la première fois en France de 1680 à 1789. C'est une bibliographie primaire, analytique, systématique, exhaustive.
- Des sociétés commerciales ont développé des bases de données bibliographiques destinées à signaler tous les articles publiés dans un domaine précis, éventuellement auprès d'une liste limitée d'éditeurs. Ainsi, MEDLINE couvre la médecine, les Chemical Abstracts Service la chimie, Pascal, Francis, Index Theologicus.
- Juan García-Durán, La Guerra civil española : fuentes, archivos, bibliografía y filmografía, Crítica, Barcelone, 1985 (ISBN 84-7423-266-X)

## Présentation des références bibliographiques
Une bibliographie, par principe, se compose de plusieurs références bibliographiques qui renvoient à autant de documents. Pour en faciliter la consultation, il est utile de présenter ces références de façon uniforme et de les trier.
Concrètement, il existe de nombreuses normes de présentation des références bibliographiques, généralement spécifiques à un domaine d'activité. Des normes ont également été spécifiquement développées pour encadrer la gestion et la présentation des données bibliographiques dans l'environnement numérique.
NB. La famille de normes ISBD est destinée à la description et l'identification de documents dans les catalogues de bibliothèques et n'est pas destinée à l'établissement de bibliographies.

### Norme ISO 690 ou NF Z 44005-2
La norme ISO 690, adaptée par l'AFNOR sous la référence NF Z 44-005-2 est orientée vers l'édition.
- Pour une monographie : NOM (Prénom), Titre, Lieu d'édition : éditeur, année d'édition.
- Pour une contribution dans une monographie : NOM (Prénom), « Titre de la contribution », in NOM (Prénom), Titre de la monographie, Lieu d'édition : éditeur, année d'édition, pages de la contribution dans la monographie.
- Pour un article : NOM (Prénom), « Titre de l'article », Titre de la publication, tomaison, année, page(s).

### Format RIS
Le format RIS est un format structuré de données bibliographiques développé par Research Information Systems et le format de fichier électronique qui en découle. Son extension est « .ris ».

## Termes et abréviations bibliographiques
Les références bibliographiques font couramment appel à des termes, ou à leur abréviation, d'origine latine :
- cf. (de confer) / comparer (« cf. » ne s'écrit normalement pas en italique) (ne pas confondre avec v. vide, voir) ;
- in / dans ;
- infra / ci-dessous ;
- supra / ci-dessus ;
- op. cit. (de opere citato) / dans le (dernier) ouvrage cité ;
- sq. (de sequiturque), au pluriel sqq. (de sequunturque) / et suivante(s) (abrégé et suiv.) ;
- ibidem - abrégé ibid. - pour signaler qu'il s'agit du même auteur, du même titre, et du même passage que ceux d'une note précédente ;
- loco citato - abrégé loc. cit. - s'emploie à la place d'ibid. ;
- et al. (de et alii) / et les autres, permet de ne mentionner que le(s) premier(s) auteur(s) d'un ouvrage écrit à plusieurs mains sans précision de genre (et alii : les auteurs ne sont que des hommes, et aliae : ils ne sont que des femmes) ;

Pour les indications d'édition et de publication, on peut remplacer les inconnues par les abréviations suivantes :
- s.n. : (sine nomine) sans nom (de maison d'édition) ; indique que le nom de l'éditeur n'apparaît pas sur le document
- s.l. : (sine loco) sans lieu (de publication) ;
- s.d. : (sine data) sans date (d'édition) ;
- s.l.n.d. : sans lieu ni date (l'expression date d'avant les normes ISO qui imposent désormais l'ordre "lieu : éditeur, année").

Les abréviations suivantes sont également employées :
- art. pour article (par exemple article de loi) ;
- chap. pour chapitre ;
- col. pour colonne ;
- cop. pour copyright (à défaut de date de dl) ;
- coll. pour collection (mais confusion possible avec collaborateur(s) ou Collectif);
- dl ou DL pour dépôt légal ;
- éd. pour éditeur ou édition ;
- fol. ou fº ou plus simplement et plus couramment f. pour feuillet ;
- ill. pour illustration (fig. ne s'emploie plus[réf. nécessaire]) ;
- ms. (mss au pluriel, sans point) pour manuscrit ;
- no ou n. pour numéro (C'est un o en exposant, et non le symbole degré (°) qu'il faut utiliser. Le o étant la dernière lettre de numéro) ;
- p., pp. pour page(s) (L’abréviation française de page est p., pp. est un anglicisme typographique) ;
- paragr. ou § pour paragraphe ;
- t. pour tome ;
- vol. pour volume ;
- ro pour recto (idem que pour numéro) ;
- vo pour verso (idem que pour numéro).

#### Autres ressources
- Répertoire regroupant 1089 bases de données bibliographiques dans 100 catégories accessibles sur Internet
- Prospectus d'un Cours de Bibliographie (An VII) et d'un Cours d'histoire littéraire et de bibliographie raisonnée : Exercice public de l'an X par Louis Du Bois (1773-1855).
- Les logiciels libres de bibliographie utilisés dans l'Enseignement Supérieur et la Recherche, référencés sur le serveur PLUME
- Autre liste très complète de logiciels libres dédiés à la bibliographie sur Linux et les Choses.
- André Gunthert, Comment citer les publications en ligne, actualités de la recherche en histoire visuelle, 15 novembre 2008.
- Compilatio, Une bibliographie efficace : oui mais comment ?, Compilatio.net, 8 mars 2022 (consulté le 18 octobre 2022).